# Ray Faraday Nelson
Pour les articles homonymes, voir Nelson.
Œuvres principales
- Les Machines à illusions

Ray Faraday Nelson, né le 3 octobre 1931 à Schenectady dans l'État de New York et mort le 30 novembre 2022, est un auteur de science-fiction et dessinateur américain.
Il est notamment célébré pour sa nouvelle publiée en 1963 Les Fascinateurs (titre original : Eight O'Clock in the Morning), qui a été adaptée au cinéma de los Angeles par John Carpenter sous le titre Invasion Los Angeles (titre original fait par John Carpenter : They Live).

## Carrière littéraire
Ray Faraday Nelson a coécrit avec Philip K. Dick le roman Les Machines à illusions (The Ganymede Takeover). Toujours avec Philip K. Dick[réf. nécessaire], il a été l'un des auteurs créateurs de la série de romans Blade, Voyageur de l'Infini dont il signe le trentième roman : Le Maléfice de Ngaa (Dimension of Horror).
En plus de sa nouvelle Les Fascinateurs, Ray Faraday Nelson est aussi l'auteur des nouvelles Turn Off the Sky et Nightfall on the Dead Sea ainsi qu'une nouvelle sur les derniers jours de Philip K. Dick.

## Inventeur

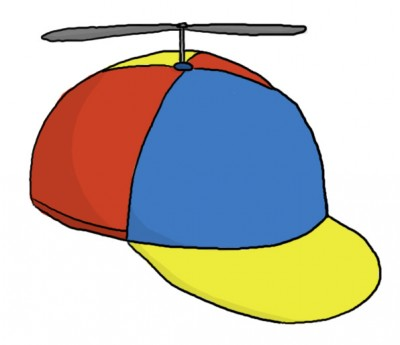
Casquette à hélice.

Ray Faraday Nelson a inventé un symbole de la culture geek : la célèbre casquette à hélice alors qu'il était encore au lycée. De nos jours, ce type de casquette est toujours fortement présente dans la culture populaire afin de représenter l’enfance, la naïveté ou parfois la bêtise d’un personnage.

## Œuvres

### SérieBeggars
1. (en) Then Beggars Could Ride, 1976
2. (en) The Revolt of the Unemployables, 1978

### Romans indépendants
- Les Machines à illusions, J'ai lu, coll. « Science-fiction », 1980 ((en) The Ganymede Takeover, 1967)  (ISBN 2-277-21067-6)Écrit avec Philip K. Dick.
- (en) Blake's Progress, 1975
- (en) The Ecolog, 1977
- (en) The Prometheus Man, 1982
- (en) Virtual Zen, 1996